# Diocesi di Paralo
La diocesi di Paralo (in latino Dioecesis Paraliensis) è una sede soppressa e sede titolare della Chiesa cattolica.

## Storia
Paralo, nei pressi di Côm-Negeiza, è un'antica sede episcopale della provincia romana dell'Egitto Secondo nella diocesi civile d'Egitto e nel patriarcato di Alessandria.
Il primo vescovo noto di quest'antica diocesi egiziana è Nonno, che prese parte al concilio di Tiro del 335 e fu tra i sostenitori di Atanasio di Alessandria. Nella lettera festale di Atanasio del 339, Nonno appare nell'elenco dei vescovi deceduti in quell'anno, sostituito nella sede di Paralo da Nemesio. Nemesio è ancora documentato nel 343/344, poiché figura tra i 94 vescovi egiziani che sottoscrissero il concilio di Sardica.
Segue il vescovo Atanasio, che partecipò al concilio di Efeso del 431, nel quale prese le difese del proprio patriarca Cirillo di Alessandria. Pasmeio fu presente al concilio di Efeso del 449 e al concilio di Calcedonia del 451.
Ultimo vescovo attribuito a questa diocesi è Giovanni, santo menzionato nel sinassario copto, vissuto tra VI e VII secolo, forse fino all'occupazione araba della regione (ca. 641), autore ecclesiastico a cui sono attribuite diverse opere.
Dal XIX secolo Paralo è annoverata tra le sedi vescovili titolari della Chiesa cattolica; la sede è vacante dal 23 giugno 1972.

## Cronotassi

### Vescovi residenti
- Nonno † (prima del 335 - circa 339 deceduto)
- Nemesio † (circa 339 - dopo il 343/344)
- Atanasio † (menzionato nel 431)
- Pasmeio † (prima del 449 - dopo il 451)
- San Giovanni † (VI/VII secolo)

### Vescovi titolari
- Giovanni Menachery † (11 agosto 1896 - 19 dicembre 1919 deceduto)
- Johannes Hendrik Olav Smit † (11 aprile 1922 - 23 giugno 1972 deceduto)